# Trzech Wieszczów
Trzech Wieszczów – dzielnica Częstochowy granicząca ze Śródmieściem, Stradomiem i dzielnicą podjasnogórską. Wybudowana w latach 50. XX wieku według projektu Ireny i Czesława Kotelów. Nazwa wywodzi się od ulic Mickiewicza, Słowackiego i Krasińskiego, znajdujących się w obrębie dzielnicy. Jest najmniejszą dzielnicą Częstochowy.

## Edukacja
Na Trzech Wieszczów znajdują się szkoły: Szkoła Podstawowa nr 9, Szkoła Podstawowa nr 33 i Wyższa Szkoła Lingwistyczna. W budynku pubu Oslo działał niegdyś Zespół Szkół Handlowych, założony w 1921. W 1974 Liceum Ekonomiczne zostało przeniesione do nowego budynku przy ulicy św. Augustyna. Zespół Szkół działał przy ul. Korczaka do lat 80. XX wieku, kiedy to został przeniesiony na ul. Warszawską.

## Komunikacja
Dzielnica jest skomunikowana dziennymi liniami autobusowymi 11, 12, 14, 15, 16, 17, 19, 23, 25 i 30. Nocną komunikację zapewnia autobusowa linia 81. Na terenie dzielnicy znajdują się również dwa przystanki tramwajowe: Rondo Mickiewicza i Dworzec PKS. Przez dzielnicę przebiegają również linie PKS obsługujące połączenia do Blachowni. Południowo-zachodnią granicę dzielnicy wyznacza Droga krajowa 43

## Obiekty, na które warto zwrócić uwagę
- przedwojenna willa przy ul. Jana III Sobieskiego
- kamienica przy ul. Jana III Sobieskiego 70
- kościół pw. Matki Boskiej Zwycięskiej przy ul. Juliusza Słowackiego
- zespół budynków Polskiego Tytoniu przy ul. Janusza Korczaka
- budynek dawnej gildii kupieckiej przy ul. Janusza Korczaka 4
- budynek szkoły św. Jana de la Salle na rogu ul. Juliusza Słowackiego i ul. Kazimierza Pułaskiego
- budynek BRE Banku na granicy Śródmieścia i Trzech Wieszczów
- budynek Gimnazjum nr 9, dawniej PSP nr 9 i PSP nr 11, a w czasie wojny szpital Nur für Deutsche (w pierwotnych planach z lat 20.  miały to być dwa oddzielne budynki mieszkalne, jednak ostatecznie połączone przed okupacją na potrzeby szpitala)
- bloki z lat 50. XX wieku przy ulicach: Juliusza Słowackiego, Michała Ogińskiego, Jan III Sobieskiego, jako idealny przykład architektury socrealistycznej. Szczególną uwagę warto zwrócić na blok znajdujący się w narożniku ulic Sobieskiego i Ogińskiego. Wyróżnia się on oryginalną malaturą oraz ciekawie zaprojektowanym układem balkonów oraz przetłoczeń.

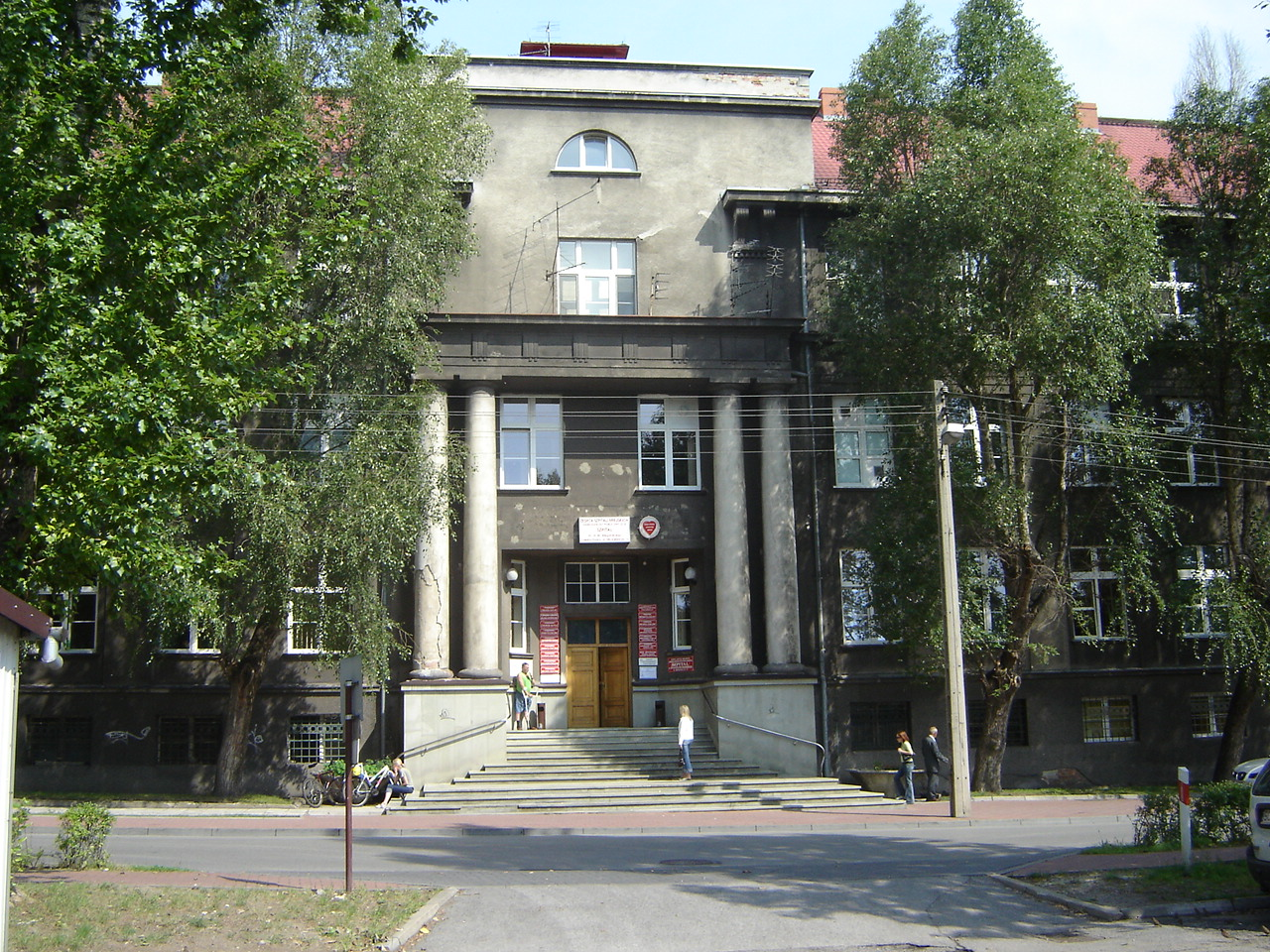
Szpital im. dr Władysława Biegańskiego przy ul. Adama Mickiewicza 12
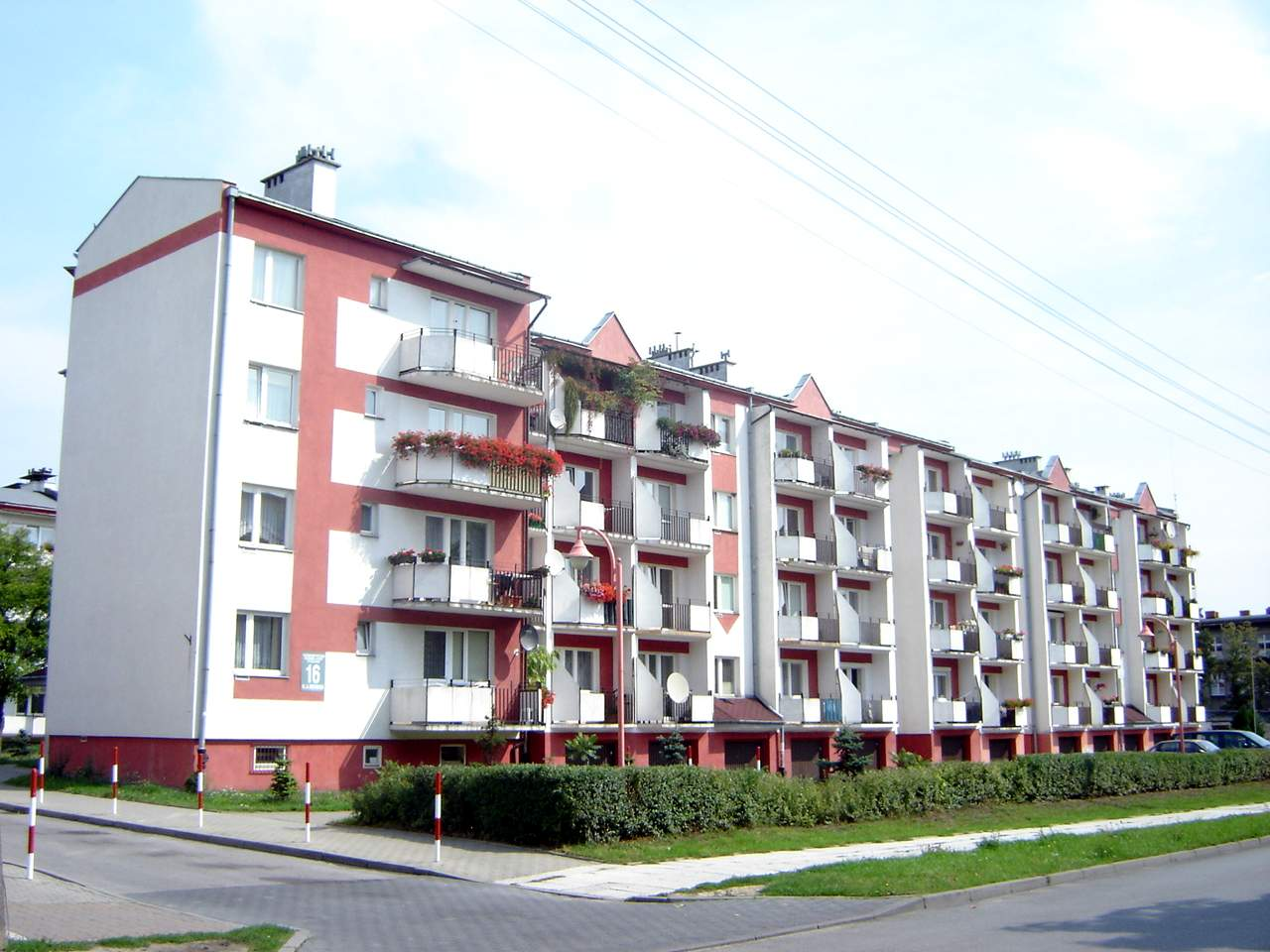
Budynek mieszkalny przy ul. Adama Mickiewicza 16
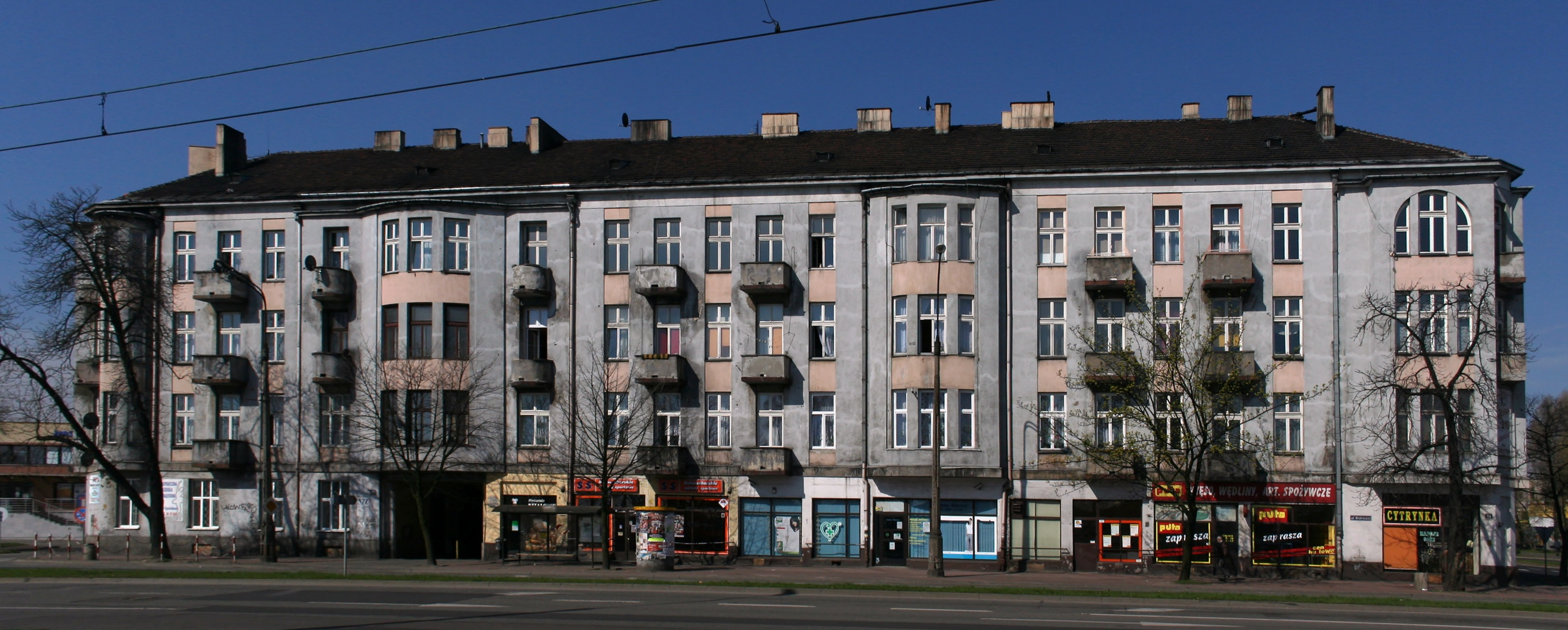
Dom Księcia przy Alei Wolności 44